# Los Fresnos (Teksas)
Los Fresnos je naseljeno mjesto za statističke potrebe u američkoj saveznoj državi Teksas. Prema popisu stanovništva iz 2010. u njemu je živjelo 67 stanovnika.